# Per Angela/Marea
Per Angela/Marea è un singolo del cantautore italiano Umberto Tozzi, pubblicato su vinile a 45 giri nel 1981.
Le due canzoni sono state estratte dall'album Notte rosa dello stesso anno, pubblicate per il mercato europeo. Avrebbe dovuto essere anche il singolo di lancio dell'album in Italia (testimoniato dal fatto che esistono copertine forate per riutilizzo dalla stessa casa discografica) dalle quali si evince anche che il numero di catalogo era stato già assegnato: CGD 10331. Non si sa per quale motivo, si ripiegò, per la promozione, sulla title track dell'album. A tutt'oggi non se ne sono reperite stampe italiane.